# Лиаза
Лиазите представляват клас ензими, които осъществяват разкъсването на химични връзки в едната посока на реакцията (елиминиране на химична група) или създаването на връзки в обратна посока (присъединяване на химична група). Процесът в никакъв случай не е хидролитичен или окислително-редукционен. Характерно за лиазите е, че в едната реакционна посока участват два субстрата, а в другата само един. Общият вид на подобна реакция представлява:
А–С–С–Б ↔ С=С + А–Б
Конкретен пример за действието на ензим от тази група е пируватдекарбоксилазата (EC 4.1.1.1), осъществяващ процеса:
2-оксокиселина ↔ алдехид + CO2
В едната посока се елиминира молекула въглероден диоксид, а в обратната посока същата молекула се присъединява към двойната връзка на алдехида.

## Номенклатура
Систематично, ензимите от този клас се означават като „субстрат група-лиаза“. Понякога се употребяват и по-общи имена като алдолаза, декарбоксилаза или дехидратаза. Когато обратната посока на реакцията е по-важна, се използва означението „синтаза“.

## Класификация
Лиазите се индентифицират като EC 4 според ензимната номенклатура на IUBMB. Класът се подразделя на 7 подкласа в зависимост от типа на връзката, която се атакува:
- EC 4.1: Въглерод-въглерод лиази
- EC 4.2: Въглерод-кислород лиази
- EC 4.3: Въглерод-азот лиази
- ЕC 4.4: Въглерод-сяра лиази
- EC 4.5: Въглерод-халоген лиази
- EC 4.6: Фосфор-кислород лиази
- EC 4.99: Други лиази